# ريغي دي جونع
ريغي دي جونع (بالهولندية: Reggie de Jong)‏ (7 يناير 1964 – ) هي سبّاحة، من هولندا، مثّلت بلادها في الألعاب الأولمبية الصيفية 1980، وسباحة في الألعاب الأولمبية الصيفية 1980 – سيدات 4 × 100 متر سباحة حرة تناوب ‏.

## وصلات خارجية
- ريغي دي جونع على موقع الاتحاد الدولي للسباحة (الإنجليزية)
- ريغي دي جونع على موقع اللجنة الأولمبية الدولية (الإنجليزية)
- ريغي دي جونع على موقع أوليمبيديا (الإنجليزية)